# Dog (cinologia)

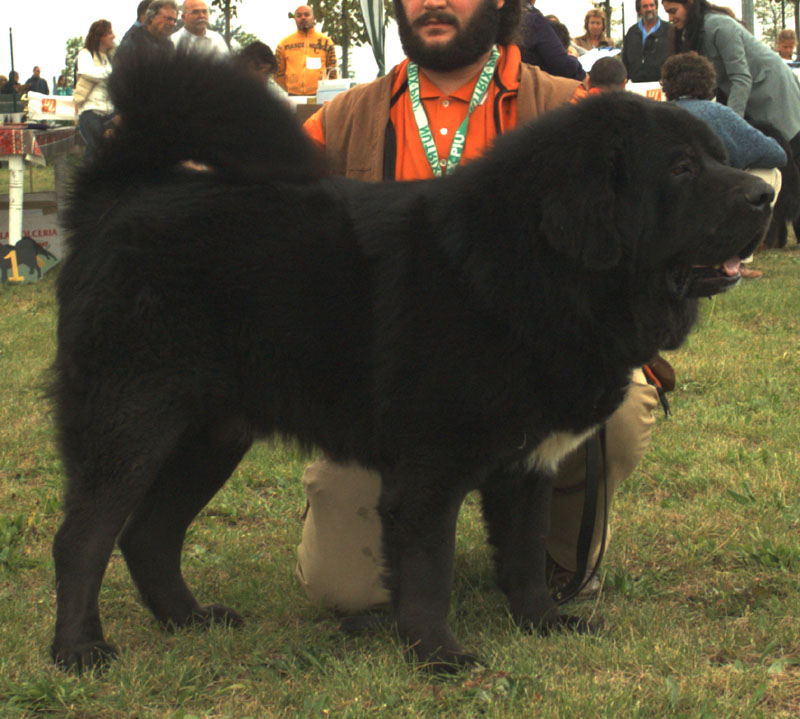
Dog del Tibet

Dog, sovint també anomenades dogo, és un grup de races de gossos de grans dimensions. Sovint s'usen els termes gos molós i mastí com a sinònims de dog.

## Races de dog
- Dog argentí[2]
- Dog alemany, també anomenat gran danès
- Dog de Bordeus[2]
- Dog del Tibet, també anomenat mastí tibetà
- Dog de Guatemala